# Mobutu Sese Seko
Mobutu Sese Seko Kuku Ngbendu wa za Banga (14. října 1930 – 7. září 1997), vlastním jménem Joseph-Désiré Mobutu, byl konžský politik, po vojenském převratu v roce 1965 prezident Konžské demokratické republiky a od roku 1971 prezident Zairu až do roku 1997.

## Život
Sloužil v belgickém koloniálním vojsku a pracoval také jako novinář. Od roku 1958 se angažoval v separatistickém Národním konžském hnutí a po vyhlášení nezávislosti Konga v červnu 1960 se stal sekretářem premiéra a ministra obrany Patrice Lumumby. Při ústavní krizi podpořil prezidenta Kasavubua a stanul v čele armády; měl také podíl na vraždě Patrice Lumumby a obsazení Katangy. V roce 1965 dovršil vojenský převrat a ustavil se prezidentem. V této funkci byl v roce 1970 potvrzen ve volbách.
V roce 1971 změnil název země na Zair a své jméno na Mobutu Sese Seko Kuku Ngbendu wa za Banga (v překladu Mocný válečník, kráčející od vítězství k vítězství, zanechávající za sebou spáleniště). Znárodnil doly na měď a velké plantáže, vyhnal evropské investory ze země, později je lákal zpět. Problémy státního rozpočtu vždy řešil prostým tištěním nových peněz – některé bankovky tak měly i dvě identické kopie vyrobené na příkaz samotného prezidenta. Mobutu zavedl kult osobnosti, vedl politiku eliminace politických odpůrců a v dalších prezidentských volbách kandidoval jako jediný. Oblíbenou rezidencí Mobutua se stala jeho jachta na Kongu Kamanyola – přezdívaná místními též Banka Kamanyola – část peněz tištěných firmami v Německu, Itálii a na Tchaj-wanu putovala přímo sem. Osvojil si také svůj osobitý styl oblékání – oblek abacost, brýle s širokými obroučkami, vycházkovou hůl a čapku z kůže leoparda.
V květnu 1990 na základě společenských nepokojů umožnil vstup opozice do vlády. Za krátko také dochází ke zhoršení jeho zdravotního stavu a Mobutu odjíždí do Evropy na léčení.
V této době Tutsiové, kteří byli dlouhodobě v opozici Mobutua vzhledem k jeho otevřené podpoře Hutů zodpovědných za genocidu v sousední Rwandě, ovládají značnou část východního Zairu. Mobutu vydal pokyn k odsunu Tutsiů za hranice Zairu, což vyvolalo vlnu rebelie, za krátko podpořené opozičními silami. Oddíly Mobutuových protivníků pod názvem Aliance demokratických sil k osvobození Kongo-Zaire dobyly 16. května 1997 hlavní město Kinshasu. Novým prezidentem se stal Laurent Kabila.
Svržený Mobutu emigroval ze země (které byl navrácen dřívější název Demokratická republika Kongo) a o několik měsíců později zemřel v marockém městě Rabat na rakovinu prostaty.

## Vyznamenání

### Národní vyznamenání
- velmistr Národního řádu levharta

### Zahraniční vyznamenání
- komandér Legion of Merit – USA, 28. ledna 1964 – za mimořádné zásluhy poskytnuté vládě USA od února 1961 do května 1963[1][2]
- velkokříž s řetězem Řádu zásluh o Italskou republiku – Itálie, 8. května 1973[3]
- velkokříž s řetězem Řádu Isabely Katolické – Španělsko, 16. listopadu 1983[4]
- velkokříž s řetězem Řádu prince Jindřicha – Portugalsko, 12. prosince 1984[5]
- čestný rytíř velkokříže Řádu lázně – Spojené království[6][7]
- Prezidentský řád – Botswana